# Concerto (Album)
Concerto ist ein Livealbum von Angelo Branduardi mit Aufnahmen von einer großen Konzert-Tournee.
Das Album ist 1980 auf 3 LPs erschienen. Später wurde Concerto auch auf 2 CDs herausgegeben. Die Aufnahmen zeigen die künstlerische Vielfalt von Branduardi und zum Teil seinen keltischen Einfluss. Während der Tournee, auf der diese Liveaufnahmen entstanden, wurde ein Musik-Film von Luisa Zappa-Branduardi gedreht.

## Entstehung
Das Live-Album enthält Aufnahmen von Branduardis Tournee aus Deutschland (etwa Bremen, Frankfurt, Berlin, Hamburg), aus der Schweiz, Österreich, England und Italien. Die Aufnahmen entstanden zwischen dem 15. September 1978 und dem 4. Dezember 1979. Toningenieur war Spartero Robespier Di Mattei, abgemischt wurde das Album von Plinio „Kipling“ Chiesa.

## Sonderpressungen
Für Rundfunk, Presse und Musiklokale wurde eine Promotions-LP mit nur einer Platte von Concerto herausgegeben.
Die italienische Originalpressung wurde für den Verkauf in Deutschland mit einem Aufkleber versehen, auf dem steht: „Live auf 3 LPs / Angelo Branduardi / Mitschnitte u. a. Deutschlandtournee 1979 / 12-seitige Fotobeilage in Farbe“. Ansonsten war die im Handel erhältliche deutsche Pressung nur mit einem schwarz-weißen Einlegeblatt versehen, das der zweiten Seite im Farbbooklet entsprach. Für die Frankreich-Tourneen wurde auf das Cover ein rotes Blatt aufgeklebt mit Informationen zum Album auf Französisch.

## Titelliste

### Album 1 (Blau) (CD 1 rot)

#### Seite 1
01. L'uomo e la nuvola (Bremen – Stadthalle 26/10/79)   12:00

02. Tanti anni fa (Frankfurt – Jahrhunderthalle 30/10/79)   04:35

03. The Stag (englische Version von "Il dono del cervo"; Berlin – Hochschule der Künste 07/10/79)   03:15

04. Under the Lime Tree (englische Version von "Sotto il tiglio"; London – The Venue 03/02/79)   02:35

#### Seite 2
05. (01.) Alla fiera dell'est (Arena di Verona – Carovana del Mediterraneo 15/09/78)   11:20

06. (02.) Se tu sei cielo (Rom – Palaeur 18/11/79)   03:20

07. (03.) Confessioni di un malandrino (Arena di Verona – Carovana del Mediterraneo 15/09/78)   05:00

08. (04.) Il gufo e il pavone (Rom – Palaeur 18/11/79)   04:30

### Album 2 (Rot)

#### Seite 3
09. (01.) La pulce d'acqua (Hannover Niedersachsenhalle – 09/10/79)   06:15

10. (02.) Lady (englische Version von "Il marinaio"; Hamburg Musikhalle 05/10/79)   04:15

11. (03.) Gli alberi sono alti (Arena di Verona – Carovana del Mediterraneo 15/09/78)   04:30

12. (04.) Old Man and Butterflies (Englische Version von "Il vecchio e la farfalla"; Zürich Kongresshaus 30/09/79)   05:15

#### Seite 4 (CD 2 weiß)
13. (01.) Il signore di Baux (Milano – Palasport 11/11/79)   05:25

14. (02.) Il ciliegio (Arena di Verona – Carovana del Mediterraneo 15/09/78)   4:25

15. (03.) Donna mia (Arena di Verona – Carovana del Mediterraneo 15/09/78)   3:30

16. (04.) Re di speranza (Arena di Verona – Carovana del Mediterraneo 15/09/78)   6:15

### Album 3 (Weiß)

#### Seite 5
17. (01.) Cogli la prima mela (Torino Palasport 04/12/79)   07:25

18. (02.) La luna (München – Circus Krone 04/10/79)   09:45

19. (03.) The Song of the Eternal Numbers (Englische Version von "La serie dei numeri"; London – The Venue 03/02/79)   05:00

#### Seite 6
20. (01.) Ballo in Fa diesis minore (Bologna – Palasport 03/12/79)   08:15

21. (02.) The Lady and the Falconer (Englische Version von "Ninna Nanna"; Brüssel – Palais de Beaux Arts 20/10/79)   10:10

22. (03.) Il poeta di corte (Arena di Verona – Carovana del Mediterraneo 15/09/78)   06:30

### Zusatzinformationen
Zu dem Livealbum gibt es eine 12-seitige Fotobeilage mit Fotos und Angaben zu dem Album und der Tournee.
Alle englischen Texte wurden von Peter Sinfield für die Studio-Alben übersetzt.